# Žďár (Mladá Boleslav)
Žďár é uma comuna checa localizada na região da Boêmia Central, distrito de Mladá Boleslav.